# Црква Светог архангела Гаврила у Миланову
Црква Светог архангела Гаврила у Миланову, насељеном месту на територији града Врања, православни је храм који припада Епархији врањској Српске православне цркве.
Црква посвећена Светом архангелу Гаврилу саграђена је 1900. године, о чему сведочи приложнички запис на икони Светог архангела Гаврила: 
Добровољни прилог, село Миланово 1900. г. Тутори цркве: Петко Петрановић, Мита Јовић и Милан Ђорић као и камена плоча, са уклесаним натписом: У име Свете Тројице, Оца и Сина и Светога Духа, подиже се овај храм за владавине Његовог височанства краља Александра Првог, у години 1900. Храм Светог архангела Гаврила у селу Миланову, трудом и о трошку побожних тутора Петка Пауновића и хришћана села Миланова и свештеника Димитрија Поповића из Буљесовце. Освећен је од стране епископа Нишког Никанора године 1903. месеца августа, дана 24. а за владе Њ. в. краља Петра Првог. Потпис: Милан Стошић, дуборезац, Луково.
На иконостасу у цркви налази се 21 икона. Испод звоника је узидана камена плоча са уклесаним записом: Сабор Арх. Гаврила. Ова звонара подигнута заузимањем грађана села Милунова (мисли се на Миланово), проте Душана, свештеника Воје, Ан. Петковића и Ст. Николића, зидао је мајстор Стојадин Филиповић из Љиљанце, 1932.
Благословом Епископа врањског Пахомија, а трудом Црквеног одбора и мештана овог села, 2007. године обновљена је црква као и народна трпезарија.